# Hebdomophruda crassipuncta
Hebdomophruda crassipuncta is een vlinder uit de familie spanners (Geometridae). De wetenschappelijke naam van deze soort is voor het eerst geldig gepubliceerd in 1997 door Krüger.
De soort komt voor in tropisch Afrika.